# 北平柳村
北平柳村（きたひらやなぎむら）は、埼玉県北足立郡に存在した村。
1901年（明治34年）5月3日、鳩ヶ谷町（現:川口市）に編入され、消滅。

## 地理
- 埼玉県中央（北足立）地域の南部にあり、南東側を東京府（現:東京都）と接する。
- 西側を、芝川が北から南に流れる。この地域の南部を新芝川が西から東へ流れているが、これが開削されたのは北平柳村廃止以降である。
- ほぼ全域が低地となっているが、鳩ヶ谷町に近い北部の一部には台地もみられる。
- 日光御成街道（現在の国道122号・埼玉県道105号さいたま鳩ヶ谷線）が南北に貫いている。
- 鳩ヶ谷市の北東部を除く地域、すなわち大字里、大字辻、大字前田、南（現南鳩ヶ谷）、緑町（現鳩ヶ谷緑町）、三ツ和、八幡木がほぼ旧村域にあたるが、桜町1丁目、坂下町1丁目・4丁目付近も含まれており、現在の町丁名から村域を見るのは困難である。
- なお、現在の川口市役所鳩ヶ谷庁舎(旧鳩ヶ谷市役所)は、旧鳩ヶ谷宿域ではなく、三ツ和にあるため旧北平柳村域内にある。

## 歴史
- 1869年（明治2年）1月28日 (旧暦) - 武蔵知県事・宮原忠治の管轄区域をもって大宮県が発足（県庁は日本橋馬喰町）。
- 1869年（明治2年）9月29日 (旧暦) - 県庁が浦和に移転し、大宮県から浦和県に改称。
- 1871年（明治4年）11月14日 (旧暦) - 浦和県・忍県・岩槻県の3県が合併して埼玉県が誕生。
- 1877年（明治10年）7月 - 中居村・小渕村・上新田村が合併し、三ツ和村となる。
- 1879年（明治12年） - 足立郡の区域をもって行政区画としての北足立郡が発足。郡役所は浦和宿に設置。
- 1889年（明治22年）4月1日 - 町村制施行に伴い、三ツ和村・辻村・里村・前田村及び浦寺村の飛地が合併し、北平柳村が成立する。村名中の「平柳」は中世のこの地区の武士の氏の名称にもみられる。南側には南平柳村（現在の川口市における南平地域）も存在した。
- 1901年（明治34年）5月3日 - 北足立郡鳩ヶ谷町に編入され、北平柳村は消滅する。